# Famille Sanudo
 (août 2024).
Si vous disposez d'ouvrages ou d'articles de référence ou si vous connaissez des sites web de qualité traitant du thème abordé ici, merci de compléter l'article en donnant les références utiles à sa vérifiabilité et en les liant à la section « Notes et références ».
La famille Sanudo (ou Sanuto) appartient au groupe de familles dites apostoliques, fondatrices de la république de Venise. L'origine de la famille est incertaine. Ils descendraient des Candiano, qui donna cinq doges.

## Historique
La légende raconte que cette famille, qui aurait un temps porté le nom de Candiano, eut comme souche un certain Tommaso Candiano Sanudo, sénateur de Padoue. Fuyant les incursions d'Attila, il aurait trouvé refuge dans la lagune en 421. La famille se serait établie à Héraclée, ensuite à Malamocco et aurait gouverné les populations en tribuns. En 697, les Sanudo auraient pris part à l'élection du premier doge et d'aucuns affirment même que Paolo Lucio Anafesto aurait appartenu à cette famille.
Elle aurait fourni divers doges à la Sérénissime : Pietro Ier Candiano (887), Pietro II Candiano (932-939), Pietro III Candiano Canuto (le chenu) ou Sanuto (le sage)  (942-959), Pietro IV Candiano (959-976) et Vitale Candiano (978-979). Les derniers Candiani directs (attestés au XIe siècle) se seraient discrédités après une tentative d'instauration d'une dynastie à la tête de la République. Ensuite, il est uniquement question de la famille des Sanudo.
Après la chute de la Sérénissime, Francesco Livio Lorenzo Pietro de Livio Sanudo, dernier descendant de cette famille, reçut la reconnaissance de sa noblesse par Résolution Souveraine du 18 décembre 1817. Avec sa mort, la famille Sanudo s'éteignit vers le milieu du XIXe siècle.

## Branches
Dans le cours du temps, la famille se divisa en différentes branches :
- Sanudo di San Matteo di Rialto, branche principale;
- Sanudo dei duchi di Nasso, de 1207 à 1383 ducs de l'Archipel, fondée par Marco Sanudo.
- Sanudo di San Silvestro;
- Sanudo di San Giacomo dell'Orio;
- Sanudo di San Polo;
- Sanudo di San Severo.

## Personnalités
Les Sanudo donnèrent un grand nombre d'hommes de lettres, politiques, procurateur de Saint-Marc, évêques de Venise, patriarches de Grado et militaires. 
- Marino Sanuto l’Ancien ou Torcello (vers 1260 – 1338) est un géographe et voyageur vénitien.
- Marino Sanuto le Jeune (1466-1536) est un historien vénitien.

## Armes

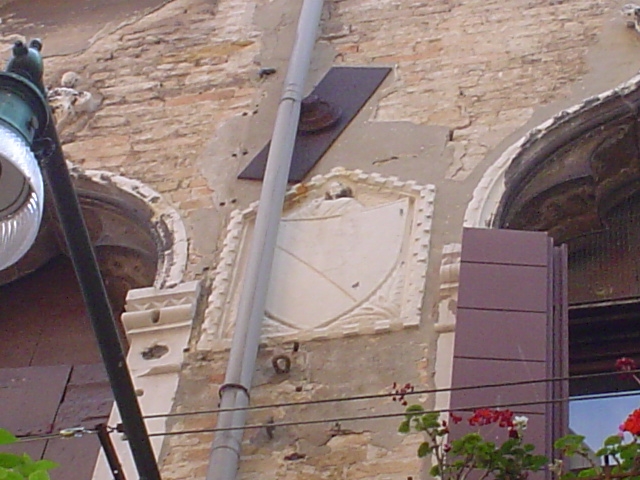
Armes des Sanudo

Armoiries avec une bande d'azur en champ d'argent

Les armes des Sanudo se composent d'une bande d'azur en champ d'argent. Leur cimier est un pélican donnant son sang à ses petits avec le mot sic Genitores.

## Palais à Venise

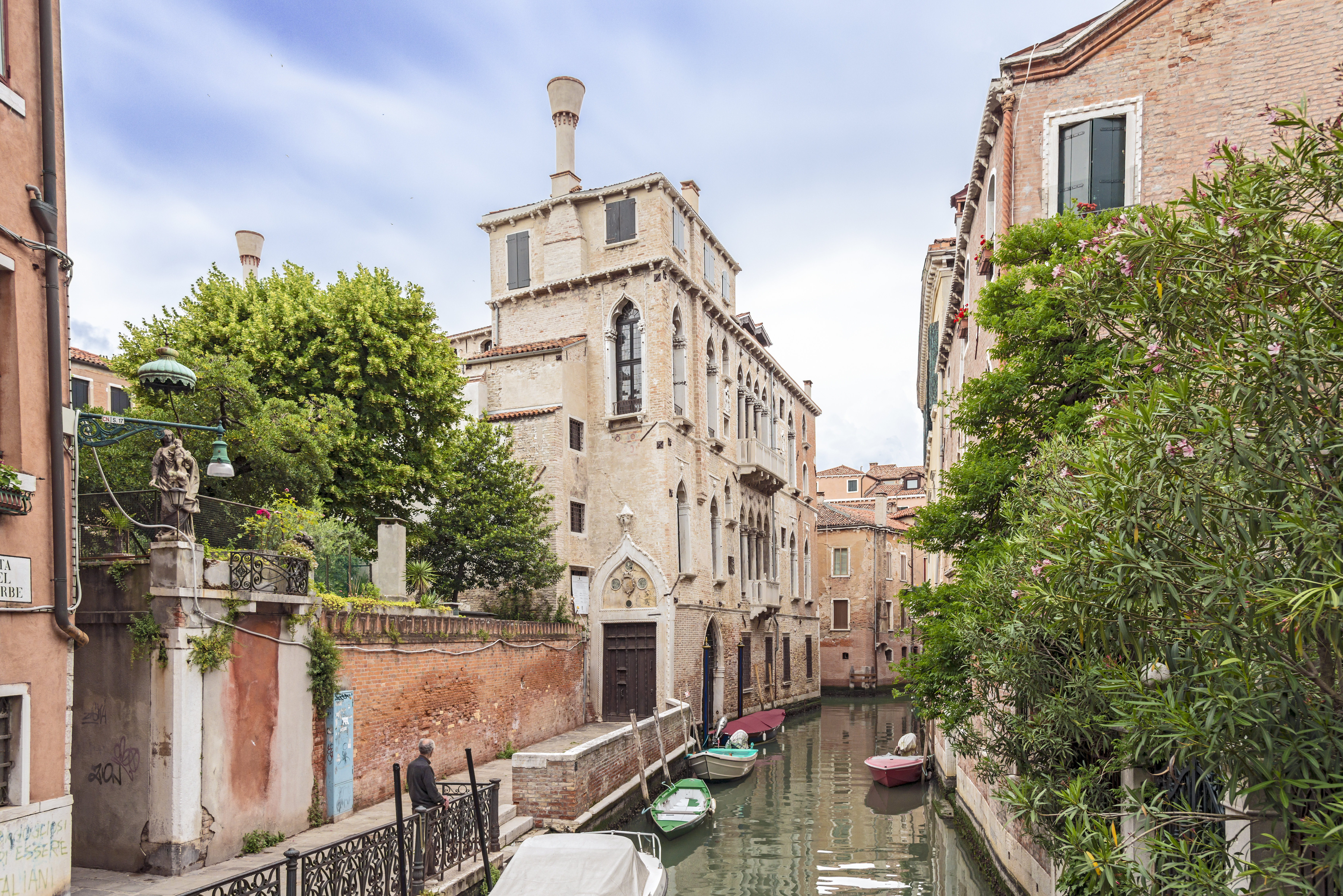
Palais Sanudo Van Axel

- Palazzo Sanudo Van Axel
- Palais Sanudo Turloni
- Casa Sanudo